# Carex brevicollis
Espèce
Classification phylogénétique
Carex brevicollis est une espèce de plantes du genre Carex et de la famille des Cyperaceae.